# Malleola glomerata
Malleola glomerata är en orkidéart som först beskrevs av Robert Allen Rolfe, och fick sitt nu gällande namn av Peter Francis Hunt. Malleola glomerata ingår i släktet Malleola och familjen orkidéer. Inga underarter finns listade i Catalogue of Life.